# Євген Старіков
Євге́н (Юджин) Вале́рійович Ста́ріков (англ. Eugene Starikov, нар. 17 листопада 1988, Одеса, УРСР) — американський та український футболіст, грає на позиціях півзахисника і нападника. Відомий виступами за «Ростов», «Том», а також одеський «Чорноморець» та «Нью-Йорк Космос». Грав за олімпійську збірну США.

## Біографія

### Ранні роки
Євген Старіков народився в Одесі в родині росіян. Коли хлопчикові був один рік, його батьки емігрували до Флориди, США. Там його батько влаштувався працювати програмістом, а мати інженером по зв'язку. Також у Євгена був старший брат, який пізніше зайнявся американським футболом.
З 6 років Євген відвідував футбольну школу. У 2008 році виступав за команду коледжу Stetson Univerity. Клуби MLS не виявили зацікавленості нападником.

### Клубна кар'єра
У 2009 році Старікова запримітив головний тренер молодіжного складу санкт-петербурзького «Зеніту» Анатолій Давидов. До тренувань основного складу не притягувався і виступав виключно за молодіжну команду. У сезоні 2009 разом у командою став переможцем турніру молодіжних команд.

#### Оренда в «Том»

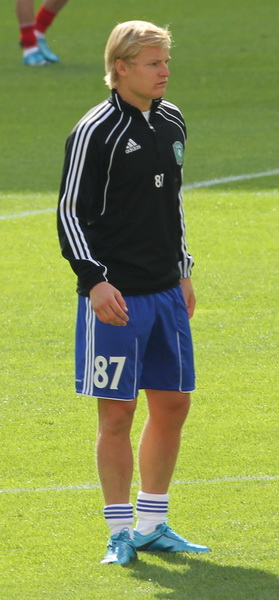
Євген Старіков у складі «Томі»

Перед сезоном 2010 року разом із Сергієм Корніленко був відданий в оренду в клуб «Том». Обох нападників хотів бачити у своїй команді головний тренер Валерій Непомнящий. В основному складі дебютував 8 серпня 2010 року в матчі з казанським «Рубіном», замінивши Дмитра Мічкова. Матч закінчився поразкою «Томі» з рахунком 1:2. Старіков у своєму дебютному матчі в Прем'єр-лізі нічим не відзначився. Перший гол у Прем'єр-лізі забив 23 жовтня в гостьовому матчі у ворота нальчикського «Спартака».
3 лютого 2011 року, перебуваючи на зборі «Зеніту» в іспанській Марбельї, дебютував за основну команду, вийшовши на заміну в середині другого тайму в товариському матчі з «Локомотивом» з Пловдива. Через кілька хвилин відзначився переможним голом у ворота болгар.
Сезон 2011/12 років знову почав в оренді в «Томі». 21 травня забив гол у ворота «Зеніта» і допоміг «Томі» здобути перемогу з рахунком 2:1. Цей гол так і залишився єдиним для Старікова у 2011 році. 7 грудня «Том» виключила Старикова із заявки на сезон.

#### Оренда в «Ростов» і повернення в «Том»
Після вильоту «Томі» з Прем'єр-ліги, Старіков повернувся в розташування «Зеніту», але знову був відданий в оренду. Новим клубом Євгена став «Ростов». 18 листопада 2012 в матчі проти «Анжі», Старіков дебютував за новий клуб.
Улітку 2013 року Євген удруге був відданий «Зенітом» в «Том» на правах оренди. 24 серпня в домашній зустрічі проти московського ЦСКА Старіков дебютував у сезоні 2013/14. У кінці 2014 року розірвав контракт з «Зенітом».

#### «Чорноморець»
8 вересня 2015 підписав з клубом «Чорноморець» (Одеса) контракт, розрахований на 1 рік з правом можливої пролонгації. Дебютував у складі «моряків» 20 вересня у виїзному матчі проти «Говерли», відзначившись голом у самому кінці 1-го тайму.

## Міжнародна кар'єра
Провів 3 матчі і забив 1 гол за олімпійську збірну США.
7 січня 2011 був вперше викликаний в збірну США для підготовки до товариського матчу зі збірною Чилі, але на поле так і не вийшов.